# Dasyatis chrysonota
Dasyatis chrysonota és una espècie de peix de la família dels dasiàtids i de l'ordre dels myliobatiformes.

## Morfologia
- Els mascles poden assolir 75 cm de longitud total.[1][2]

## Reproducció
És ovovivípar.

## Alimentació
Menja peixos i crustacis (crancs, gambes i Stomatopoda).

## Hàbitat
És un peix marí, de clima tropical i demersal que viu fins als 100 m de fondària.

## Distribució geogràfica
Es troba a Angola, les Comores, Israel, Madagascar, Mauritània, Namíbia, Reunió, Sud-àfrica i Tunísia.

## Observacions
És inofensiu per als humans.